# خوشه کهکشانی

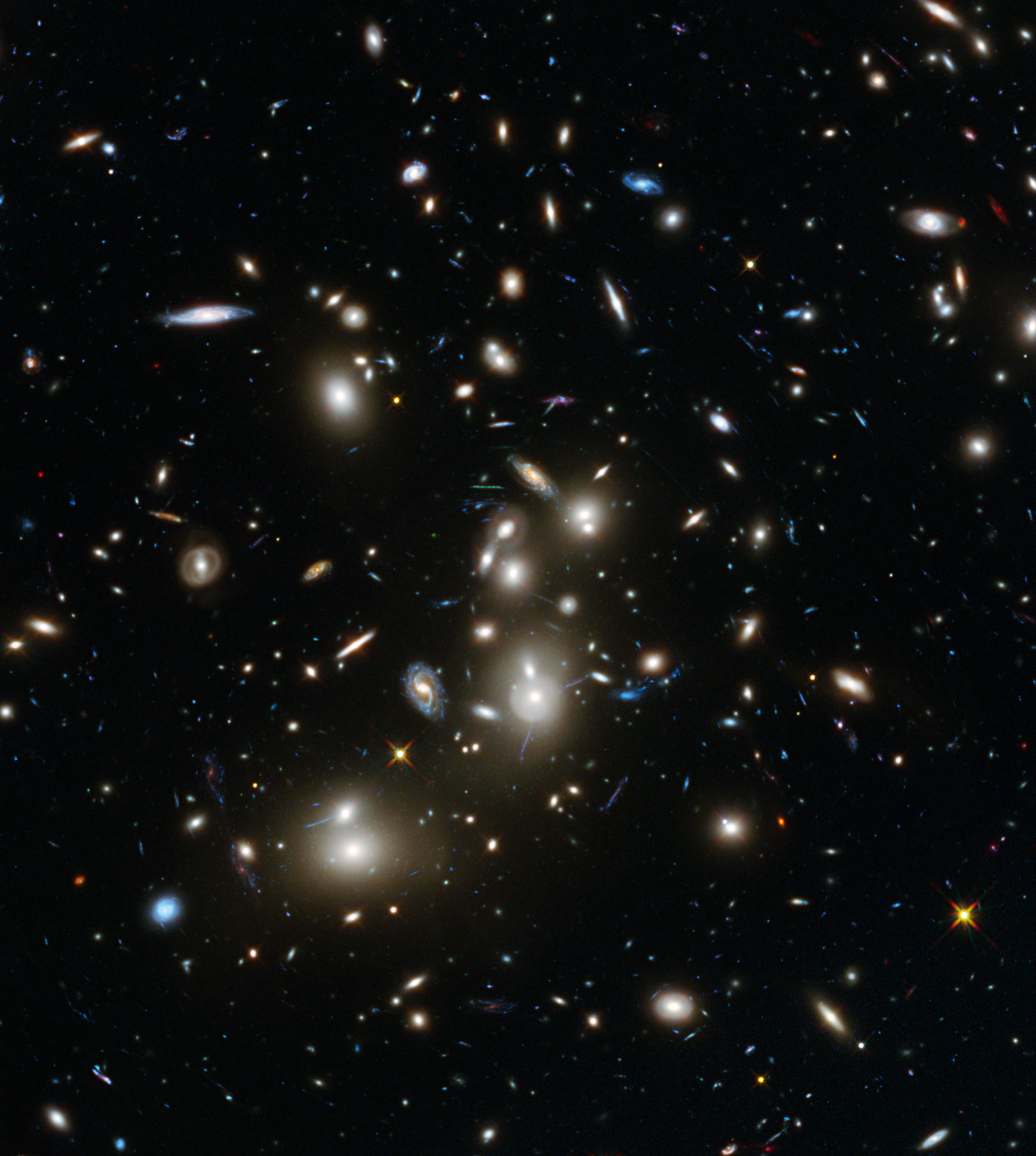
خوشه کهکشانی

خوشهٔ کهکشانی و تعدادی از گروه‌های شناخته‌شدهٔ آن‌ها، بزرگ‌ترین اجرام جهان هستند. یک خوشهٔ کهکشانی از سه بخش تشکیل شده‌است؛ کهکشان‌هایی که دارای میلیاردها ستاره‌اند، گاز داغ میان کهکشان‌ها و ماده تاریک، ماده‌ای با هویتی مرموز که بیشترین جرم کهکشان را تشکیل می‌دهد.

## اندازه
اندازهٔ آن‌ها از ابعاد کوچک مانند خوشهٔ کهکشانی محلی با ۲۰ تا ۳۰ عضو آغاز می‌شود و تا خوشه‌های کهکشانی کروی شکل تا ده‌ها هزار عضو ادامه می‌یابد.

## مادهٔ تاریک
در بیشتر حالات محاسبات نشان می‌دهد که جرم یک خوشه بیشتر از مجموع جرم کهکشان‌های عضو است با بررسی محاسبات نتیجه گرفته شد بین کهکشان‌ها مادهٔ تاریک که احتمالاً گازهای داغ پراکنده، خرده‌سنگ، سیاهچاله یا اجرام ناشناخته تشکیل‌شده باشد، ساخته شده‌است.

## طبقه‌بندی خوشه‌های کهکشانی
خوشه‌های-cD: یک کهکشان cD غول‌پیکر در مرکز این نوع خوشه‌ها وجود دارد.
خوشه‌های-B: توسط یک جفت کهکشان cD تحت سلطه قرار دارند.
خوشه‌های-L: توسط یک آرایش خطی تقریبی از بزرگ‌ترین کهکشان‌ها در مرکز، مشخص می‌شوند.
خوشه‌های-C: دارای یک هستهٔ چگال و چند کهکشان بزرگ هستند.
خوشه‌های-F: این نوع از خوشه‌ها کهکشانی، تخت هستند. یعنی در مرکز آن‌ها تمرکزی وجود ندارد.
خوشه‌های-I: یک ساختار نامنظم دارند. مرکز آن‌ها را نمی‌توان به راحتی مشخص کرد یا آنکه ممکن است دارای چندین مرکز باشند.

## نام چند خوشهٔ کهکشانی بزرگ
- خوشهٔ کهکشانی محلی (کهکشان راه شیری هم عضو این خوشه است)
- خوشهٔ کهکشانی دوشیزه
- گروه برساووش
- گروه شیر
- گروه M51
- گروه M81
- گروه M83
- گروه M101 [۲]